# 上熊野村
上熊野村（かみくまのむら）は、石川県羽咋郡に存在した村。
村の名称は、江戸時代に当地に存在した「熊野方郷」により、その京都に近い方（上方）という意味である。

## 地理・概要
- 現在の志賀町の中部（志賀町（1970年ー2005年）においては北部）。
- 丘陵に囲まれ、米町川に沿う谷、盆地の地域に位置する。
- 米町（こんまち）には沢口鉱山があり、珪孔雀石が産出されていた。
- 山 - 刈越峠

## 歴史
- 中世 - 当地には「直海保」が存在。
- 1875年（明治8年）12月 - 小室村内の私宅にて小室小学校が開校（後の切偲小学校 → 上熊野尋常小学校 → 上熊野尋常高等小学校 → 上熊野国民学校 → 上熊野村立上熊野小学校）
- 1889年（明治22年）4月1日 - 町村制の施行により、羽咋郡米町村、小室村、松木村、田原村、直海村、釈迦堂村、長田村及び大笹村を廃し、その区域をもって羽咋郡上熊野村を設置する。
- 1927年（昭和2年）6月30日 - 能登鉄道（後の北陸鉄道能登線）の能登高浜駅 - 三明駅間が開業、上熊野村内に米町駅開業。
- 1947年（昭和22年）4月- 上熊野小学校の高等科が上熊野村立上熊野中学校となる（小学校に併設）。
- 1950年（昭和25年）- 字五里峠を設定する。
- 1950年（昭和25年）4月11日 - 北陸鉄道能登線の直海駅開業。
- 1954年（昭和29年）10月1日 - 羽咋郡志加浦村、堀松村、加茂村、土田村及び上熊野村を廃し、その区域をもって羽咋郡志賀町を設置する。9大字は志賀町の大字に継承。

## 交通
- 北陸鉄道能登線
  - 米町駅 - 直海駅
  - （大笹駅の開業は、当村が志賀町になった後の1955年5月6日。）
- 外浦街道（現在の国道249号）

## 教育
- 上熊野村立上熊野中学校（現在は閉校）
- 上熊野村立上熊野小学校（現・志賀町立上熊野小学校）

## 産業
- 鉱業（沢口鉱山、珪孔雀石）
- 農業
- 林業
- 瓦製造